# Альдеалафуенте
Альдеалафуенте (ісп. Aldealafuente) — муніципалітет в Іспанії, входить у провінцію Сорія у складі автономного співтовариства Кастилія-і-Леон. Муніципалітет розташований у складі района (комарки) Кампо-де-Гомара. Площа 45,72 км². Населення 120 чоловік (на 2006 рік).